# Aloe vanrooyenii
Aloe vanrooyenii är en grästrädsväxtart som beskrevs av Gideon F.Sm. och N.R.Crouch. Aloe vanrooyenii ingår i släktet Aloe och familjen grästrädsväxter.
Artens utbredningsområde är KwaZulu-Natal. Inga underarter finns listade i Catalogue of Life.